# Diastobranchus capensis
Diastobranchus capensis (лат.) — вид лучепёрых рыб из семейства синафобранховых (Synaphobranchidae), единственный в роде Diastobranchus.
Максимальная длина тела 180 см. Вид встречается у южной Австралии, южной Африки, вокруг Новой Зеландии и у берегов Аргентины на глубине от 183 до 2000 м.
Окраска тёмно-коричневая или пурпурно-чёрная, чешуя мелкая, удлинённая. Голова небольшая, тело змеевидной формы, сжатое с боков вдоль хвоста. Спинной, хвостовой и анальный плавники слиты в один, грудные плавники выступающие, серповидной или изогнутой формы, брюшные плавники отсутствуют. Жаберные отверстия большие, косые, расположены перед и под основанием грудных костей. Рот умеренно большой, заходит за уровень глаз. Зубы острые, имеют коническую форму и разный размер в зависимости от расположения зубного ряда.
Питается мелкими рыбами и ракообразными.